# (21328) Otashi
Otashi (asteroide n.º21328) es un asteroide del cinturón principal. Posee una excentricidad de 0.04179140 y una inclinación de 7.17897º.
Este asteroide fue descubierto el 11 de enero de 1997 por Takao Kobayashi en Oizumi.